# Yunxi (socken i Kina)
Yunxi (kinesiska: 云溪, 云溪乡) är en socken i Kina. Den ligger i provinsen Zhejiang, i den östra delen av landet, omkring 180 kilometer sydväst om provinshuvudstaden Hangzhou. Antalet invånare är 19509. Befolkningen består av 9 375 kvinnor och 10 134 män. Barn under 15 år utgör 16,0 %, vuxna 15-64 år 69 %, och äldre över 65 år 13,0 %.
Genomsnittlig årsnederbörd är 2 542 millimeter. Den regnigaste månaden är juni, med i genomsnitt 518 mm nederbörd, och den torraste är oktober, med 41 mm nederbörd.